# Gestreepte koeskoes
De gestreepte koeskoes (Pseudochirops archeri) is een zoogdier uit de familie van de kleine koeskoezen (Pseudocheiridae). De wetenschappelijke naam van de soort werd voor het eerst geldig gepubliceerd door Robert Collett in 1884.

## Uiterlijke kenmerken
Deze koeskoes heeft een dikke, wollige vacht en een behaarde grijpstaart, vaak met een witte punt. De bovenkant is groenachtig, de onderkant vuilwit tot geelbruin. Het gezicht is grijs. Over de rug lopen drie bruine strepen. De kop-romplengte bedraagt 300 tot 380 mm, de staartlengte 310 tot 370 mm en het gewicht 800 tot 1300 g.

## Voorkomen
De gestreepte koeskoes komt voor in tropisch regenwoud in Noordoost-Queensland tussen Paluma en het Mount Windsor Tableland, op minstens 300 m hoogte.

## Levenswijze
Deze soort is 's nachts actief, leeft in bomen, is solitair en eet voornamelijk bladeren. Overdag zit hij opgekruld op een tak. Tussen augustus en november wordt een enkel jong geboren.